# リプリー郡 (ミズーリ州)
リプリー郡（英: Ripley County）は、アメリカ合衆国ミズーリ州の南部に位置する郡である。2010年国勢調査での人口は14,100人であり、2000年の13,509人から4.4％増加した。郡庁所在地はドニファン市（人口1,997人）であり、同郡で人口最大の都市でもある。リプリー郡は1833年1月5日に組織化され、郡名は米英戦争に従軍して功績を挙げた軍人エリエザー・ウィーロック・リプリーに因んで名付けられた。
リプリー郡の当初の郡域には後に成立するオレゴン郡、ハウェル郡、シャノン郡およびカーター郡が含まれていた。歴史あるナケテシュ・トレイルが郡内を横切っている。これはインディアンが南西方向に行くときに使った道であり、スティーブン・オースティンなど開拓者も使った。南北戦争のとき、リプリー郡は強く南部を支持し、南軍には4人の大佐を輩出した。郡内では幾つかの小戦闘が起こった。今日の観光地としてはカレント川やマーク・トウェイン国立の森がある。

## 歴史
リプリー郡となった地域はミズーリ州南部の岩がちで森に覆われた丘陵部にあり、19世紀を通じて人はほとんど住んでいなかった。1833年に郡として組織化されたが、現在の大きさになったのは1872年になってからだった。
1812年にアメリカ合衆国議会がミズーリ準州を創設したとき、リプリー郡となった地域はニューマドリード郡の中にあった。その3年後、ローレンス郡が設立され、セントフランシス川より西のミズーリ州南部全域と、アーカンソー州北部を含んでいた。ローレンス郡の郡庁所在地は現在のアーカンソー州内ダビッドソンビルにあった。1818年、ウェイン郡が設立された。その広大な領域にはミズーリ準州の4分の1近い領域が含まれ、グリーンビルが郡庁所在地になった。
1833年、ミズーリ州議会がウェイン郡の一部を分離してリプリー郡を創設した。当時のリプリー郡にはカーター郡、シャノン郡、オレゴン郡およびハウェル郡が含まれており、ヴァンビューレンが郡庁所在地になった。その後の26年間で、新郡が創設され、リプリー郡の領域は減り続けた。1841年に先ずシャノン郡が作られ今日のオレゴン郡も含んでいた。1845年にハウェル郡、1859年にカーター郡が離れた。最終的に1872年に現在の郡域が確定した。
郡民の多くが郡南部に住んでいたので、郡庁所在地は新しい町ドニファンに移され、木造の郡庁舎が建設された。この建物は1864年9月19日、ドニファンの町ほぼ全体と共に北軍に焼かれるまで機能していた。この事件の前に郡役人のウィリアム・ラッセルが郡の記録類を動かし、南にある洞窟内に隠していた。戦後2年経って郡事務官が回収するまで、それらの記録は洞窟に眠っていた。
南北戦争で混乱と破壊があったので、郡庁舎が建て替えられたのは1871年になってからだった。有権者が承認した1万ドルの資金で、新しく2階建て煉瓦造りの庁舎が建てられた。この庁舎は1898年の失火で破壊されたが、それまで郡の管理事務所が入っていた。
リプリー郡の現庁舎はカンザスシティのウィリアム・F・シュレイジが設計し、1898年から1899年に建設された。中央の塔部は1929年の竜巻で破壊されたが、2階建て煉瓦造りの建物の上に聳えていた。1930年代に連邦政府の救援事業で修復され改修が行われた。1970年代の大改装計画で暖房装置が付加された。この1世紀を経た郡庁舎は、アメリカ合衆国国家歴史登録財に指定され、1999年のレーバーデイ・ホームカミング祭でその100周年を祝った。

## 地理
アメリカ合衆国国勢調査局に拠れば、郡域全面積は631.66平方マイル (1,636.0 km2)であり、このうち陸地629.47平方マイル (1,630.3 km2)、水域は2.20平方マイル (5.7 km2)で水域率は0.35％である。

### 主要高規格道路
- アメリカ国道160号線
- ミズーリ州道21号線
- ミズーリ州道142号線

### 隣接する郡
- カーター郡 - 北
- バトラー郡 - 東
- クレイ郡 (アーカンソー州) - 南東
- ランドルフ郡 (アーカンソー州) - 南西
- オレゴン郡 - 西

### 国立保護地域
- マーク・トウェイン国立の森（部分）

## 人口動態
以下は2000年の国勢調査による人口統計データである。
| 基礎データ - 人口: 13,509人 - 世帯数: 5,416 世帯 - 家族数: 3,845 家族 - 人口密度: 8人/km2（22人/mi2） - 住居数: 6,392軒 - 住居密度: 4軒/km2（10軒/mi2） 人種別人口構成 - 白人: 97.17% - アフリカン・アメリカン: 0.04% - ネイティブ・アメリカン: 1.33% - アジア人: 0.22% - 太平洋諸島系: 0.01% - その他の人種: 0.05% - 混血: 1.17% - ヒスパニック・ラテン系: 0.98% 先祖による構成 - アメリカ人：34.1％ - アイルランド系：14.0％ - ドイツ系：11.6％ - イギリス系：10.7％ 年齢別人口構成 - 18歳未満: 24.8% - 18-24歳: 7.9% - 25-44歳: 25.3% - 45-64歳: 24.7% - 65歳以上: 17.3% - 年齢の中央値: 39歳 - 性比（女性100人あたり男性の人口） - 総人口: 94.3 - 18歳以上: 93.1 | 世帯と家族（対世帯数） - 18歳未満の子供がいる: 30.3% - 結婚・同居している夫婦: 57.4% - 未婚・離婚・死別女性が世帯主: 9.6% - 非家族世帯: 20.0% - 単身世帯: 25.9% - 65歳以上の老人1人暮らし: 13.3% - 平均構成人数 - 世帯: 2.46人 - 家族: 2.95人 収入と家計 - 収入の中央値 - 世帯: 27,285米ドル - 家族: 33,101米ドル - 性別 - 男性: 22,056米ドル - 女性: 17,823米ドル - 人口1人あたり収入: 15,251米ドル - 貧困線以下 - 対人口: 22.0% - 対家族数: 16.9% - 18歳未満: 27.0% - 65歳以上: 20.4% |

2008年末時点で失業率は6.4％だった。

## 教育
リプリー郡の25歳以上の住民のうち、62.1％は高校卒以上の学歴を持ち、7.8％は学士以上の学位を持っている。

## 宗教
2000年宗教データアーカイブ協会郡別信徒報告書に拠れば、リプリー郡は福音主義プロテスタントが最多数を占めるバイブル・ベルトにある。最も多い会派は南部バプテスト連盟の34.98％、続いてチャーチズ・オブ・クライストの12.20％、バプテスト・ミッショナリー・アソシエーション・オブ・アメリカの10.16％である。

## 都市と町
| - ブライア - ドニファン - 郡庁所在地 - フェアディーリング | - ゲイトウッド - ネイラー - オックスリー | - パイン - ポイナー - ハンディ |

## 政治

### 地方
リプリー郡の地方レベルでは民主党が大半の政治を支配しており、郡の選挙で選ばれる役職の半分を占めている。

#### 国政
大統領選挙のレベルではかなり独立色の強い郡であるが、田園部の郡と同様に、やや共和党支持に傾く傾向にある。2000年と2004年の大統領選挙では、ジョージ・W・ブッシュが2対1の票差でリプリー郡を制したが、1992年と1996年はビル・クリントンが共に制した。2008年の選挙では、州内の田園部にある郡と同様、バラク・オバマよりジョン・マケインを選んだ。
リプリー郡は州内南東部の田園部にある郡と同様、社会的にまた文化的に保守的であり、それが共和党支持の傾向に影響している。2004年の州民投票では、結婚を男と女の結合として定義する州憲法改正案をリプリー郡は89.06％という圧倒的多数で賛成した。州全体でも71％の賛成で可決し、ミズーリ州は同性結婚を禁止する最初の州になった。2006年の州民投票では、胚性幹細胞の研究を予算化し、合法化する憲法改正案が掛けられたが、リプリー郡では57.39％が反対した。州全体では51%の賛成と辛うじて改正が成立し、胚性幹細胞の研究を最初に認めた州の1つになった。郡民は伝統的に社会問題に保守的であるが、最低賃金の増加のような人民主義的施策は支持する傾向にある。やはり2006年の州民投票で最低賃金を時間あたり6.50ドルに増やす命題については、リプリー郡では75.08％が支持した。この命題は州内のどの郡でも支持され、75.94％が賛成した。

#### 2008年大統領予備選挙
2008年の大統領予備選挙で、リプリー郡は二大政党の候補者をどちらも州全体と全国で二位に終わった者を選んだ。民主党の予備選挙ではヒラリー・クリントンが1位となり、州内では4番目に高い支持率だった。さらに共和党予備選挙で各候補に投じられた票数よりも多かった。